# Diplazium rostratum
Diplazium rostratum är en majbräkenväxtart som beskrevs av Antoine Laurent Apollinaire Fée.
Diplazium rostratum ingår i släktet Diplazium och familjen Athyriaceae. Inga underarter finns listade i Catalogue of Life.